# Силвейра Синтра, Себастьян Леме да
Себастьян Леме да Силвейра Синтра (порт. Sebastião Leme da Silveira Cintra; 20 января 1882, Эспириту-Санту-ду-Пиньял, Бразилия — 17 октября 1942, Рио-де-Жанейро, Бразилия) — бразильский кардинал. Титулярный епископ Ортозии Финикийской и вспомогательный епископ Сан-Себастьян-до-Рио-де-Жанейро с 24 марта 1911 по 29 апреля 1916. Архиепископ Олинды с 29 апреля 1916 по 29 апреля 1918. Архиепископ Олинды-и-Ресифи с 29 апреля 1918 по 15 марта 1921. Титулярный архиепископ Фарсалы и коадъютор Сан-Себастьян-до-Рио-де-Жанейро, с правом наследования, с 15 марта 1921 по 18 апреля 1930. Архиепископ Сан-Себастьян-до-Рио-де-Жанейро с 18 апреля 1930 по 17 октября 1942. Кардинал-священник с 30 июня 1930, с титулом церкви Святых Вонифатия и Алексия с 3 июля 1930. Считается, что во время революции 1930 года в Бразилии убедил президента Вашингтона Луиса уйти в отставку и тем самым спасти себе жизнь, избежав крупного кровопролития. 